# Буковець (гміна Новосольна)
Буковець (пол. Bukowiec) — село в Польщі, у гміні Новосольна Лодзький-Східного повіту Лодзинського воєводства.
У 1975-1998 роках село належало до Лодзинського воєводства.